# Austin Rivers
Austin James Rivers (ur. 1 sierpnia 1992 w Santa Monica) – amerykański koszykarz, występujący na pozycji rzucającego obrońcy.
W 2011 wystąpił w trzech meczach gwiazd amerykańskich szkół średnich – McDonald’s All-American, Jordan Classic i Nike Hoop Summit. Został też wybrany najlepszym zawodnikiem amerykańskich szkół średnich przez wiele rozmaitych organizacji i magazynów (Morgan Wootten National Player of the Year, Naismith Prep Player of the Year, Parade Player of the Year, USA Today’s High School Player of the Year) oraz stanu Floryda (Florida Gatorade Player of the Year, Florida Mr. Basketball). W 2010 został zaliczony do II składu Parade All-American i III USA Today All-USA, a rok później do I składu Parade All-American oraz USA Today.
Karierę akademicką rozpoczął podczas studiów na uniwersytecie Duke’a. Po roku studiów zgłosił się do draftu NBA 2012, w którym to został wybrany z numerem 10 przez New Orleans Pelicans.
12 stycznia 2015 został oddany w wymianie między trzema klubami do Boston Celtics (w wymianie udział brała jeszcze drużyna Memphis Grizzlies). Trzy dni później został wytransferowany do Los Angeles Clippers w wymianie z udziałem Celtics, Clippers i Suns. 16 stycznia 2015 został pierwszym zawodnikiem NBA w historii, który zagrał w meczu w drużynie prowadzonej przez swojego ojca.
Jest synem byłego zawodnika NBA oraz trenera Doca Riversa.
26 czerwca 2018 został wysłany do Washington Wizards w zamian za Marcina Gortata. 17 grudnia trafił w wyniku wymiany do Phoenix Suns. Dzień później został zwolniony. 24 grudnia dołączył do Houston Rockets.
27 listopada 2020 trafił do New York Knicks. 25 marca 2021 został wytransferowany do Oklahoma City Thunder. Trzy dni później opuścił klub. 20 kwietnia 2021 podpisał 10-dniową umowę z Denver Nuggets. 30 kwietnia przedłużył umowę z klubem do końca sezonu. 14 lipca 2022 został zawodnikiem Minnesoty Timberwolves.

## Osiągnięcia
Stan na 19 października 2023, na podstawie, o ile nie zaznaczono inaczej.
NCAA
- Uczestnik turnieju NCAA (2012)
- Najlepszy pierwszoroczny zawodnik konferencji ACC (2012)[18]
- Zaliczony do:
  - III składu All-American (2012 przez NABC)
  - I składu:
    - All-ACC (2012)
    - najlepszych pierwszorocznych zawodników ACC (2012)
    - turnieju Maui Invitational (2012)

  - II składu turnieju ACC (2012)

Reprezentacja
- Mistrz Ameryki U-18 (2010)
- Uczestnik turnieju Nike Global Challenge (2009)